# The Tale
The Tale es una película dramática estadounidense de 2018 escrita y dirigida por Jennifer Fox, y protagonizada por Laura Dern, Ellen Burstyn, Jason Ritter, Elizabeth Debicki, Isabelle Nélisse, Common, Frances Conroy, y John Heard. Narra la historia de abuso sexual infantil sufrido por la propia Fox y cómo esto afectó a sus relaciones posteriores. Se estrenó en el Festival de Cine de Sundance en 2018 y por televisión en HBO el 26 de mayo de 2018.

## Argumento
Jennifer Fox es una exitosa documentalista y profesora en sus 40 años. Mientras regresa de un viaje, su madre Nettie la llama alarmada tras descubrir un ensayo que Jennifer había escrito cuando tenía 13 años. El escrito trata sobre la relación que tuvo entonces con una persona mayor de edad.
Luego de releer el ensayo, Jennifer comienza a rememorar ese período de su vida. Se recuerda a sí misma siendo más grande y sofisticada, pero se sorprende al descubrir lo pequeña e infantil que se veía en fotos de esa época. Todo comenzó cuando concurrió a un campamento intensivo de verano para entrenar con otras dos niñas. Vivían con la hermosa y enigmática Sra. G, una joven de 25 años aproximadamente, quien les enseñaba equitación, y corrían con el entrenador profesional William Bill Allens, un hombre de alrededor de 30 años. Al terminar el campamento, invitan a la niña a almorzar, y entonces le revelan que son amantes. Tras el campamento, los tres continúan en contacto. Jennifer poco a poco comienza a pasar tiempo a solas con Bill. Él comienza a acosarla sexualmente, hasta llegar a seducirla y violarla repetidamente bajo el pretexto de que su relación es consentida.
Cuando el novio de Jennifer encuentra cartas escritas por Bill, ella rechaza la idea de haber sido víctima de una violación. De todos modos, comienza a preguntarse si sus recuerdos son precisos, y en algún momento se da cuenta de que, a pesar de su negación, ha estado mostrando por años síntomas de haber sufrido una violación.
Mientras Jennifer continúa investigando sobre aquel verano, sospecha que otras chicas también podrían haber sido abusadas, y recuerda a una adolescente llamada Iris Rose que trabajaba para la Sra. G. La contacta y esta le cuenta que con la Sra. G. y Bill realizaban tríos sexuales, y que la Sra. G. estaba activamente involucrada en encontrar chicas para su amante. Esto lleva a Jennifer a recordar que estuvo a punto de tener sexo grupal con estos dos sujetos y con Iris. Sin embargo, Jenny, que vomitaba cada vez que era violada por Bill, sufrió un ataque de ansiedad y se descompuso el día anterior al encuentro grupal, por lo que su madre la obligó a permanecer en la casa el fin de semana. Reconociendo que ya no deseaba seguir en una relación con Bill, Jenny lo llama y termina con él, que llora y le suplica que no lo deje. También, le avisa a la Sra. G. que pasará a buscar su caballo.
De nuevo en el presente, Jennifer asiste a una entrega de premios donde Bill, ya con unos 60 años, está siendo homenajeado, y lo confronta delante de su esposa y el resto de los presentes. Bill niega todo y escapa, mientras Jennifer sufre un ataque de pánico en el baño del lugar. 

## Elenco
- Laura Dern como Jennifer Fox, la hija de Nettie y prometida de  Martin.
- Isabelle Nélisse como Jenny Fox, a los 13 años.
- Jessica Sarah Flaum como Jenny Fox, a los 15 años.
- Ellen Burstyn como Nadine "Nettie" Fox, como la madre Jennifer.
- Laura Allen como Nettie joven.
- John Heard como William P. Allens.
- Jason Ritter como Bill Allens, el entrenador de Jennifer y amante de la Sra G.
- Frances Conroy como Jane Graham.
- Elizabeth Debicki como Mrs. G, instructora de equitación de Jennifer y amante de Bill.
- Common como Martin, prometido de Jennifer.
- Tina Parker como Franny.
- Isabella Amara como Franny joven.

## Lanzamiento
En enero de 2018, HBO Films adquirió los derechos de distribución del film. Se estrenó por HBO el 26 de mayo del mismo año.

## Recepción crítica
En la website Rotten Tomatoes, el film tiene una aprobación de 99% basado en 76 críticas, con un puntaje promedio de  9.1/10. Los críticos concuerdan en que: «The Tale maneja un tema extraordinariamente difícil con sensibilidad, gracia, y el poder de la increíble actuación de una notable Laura Dern». En Metacritic, el film tiene una calificación promedio de 90 sobre 100, basado en 25 críticas, indicando «aclamación universal».